# Rossiglione
Rossiglione est une commune de la ville métropolitaine de Gênes dans la région Ligurie en Italie.

## Administration
| Période                                  | Période  | Identité         | Étiquette       | Qualité |
| ---------------------------------------- | -------- | ---------------- | --------------- | ------- |
| 18 juillet 2004                          | En cours | Cristino Martini | Centro-Sinistra |         |
| Les données manquantes sont à compléter. |          |                  |                 |         |

### Hameaux
Garonne

### Communes limitrophes
Belforte Monferrato, Bosio, Campo Ligure, Molare, Ovada, Tagliolo Monferrato, Tiglieto